# Generalkommission der Syrischen Revolution

Logo der Allgemeinen Kommission der Syrischen Revolution

Die Allgemeine Kommission der Syrischen Revolution (arabisch الهيئة العامة للثورة السورية, DMG al-haiʾa al-ʿāmma li-ṯ-ṯaura as-sūrīya, englisch Syrian Revolution General Commission, Kürzel SRGC) ist ein Bündnis von mehr als 40 syrischen Oppositionsgruppen, welche das politische System Syriens ändern wollen. Sie steht in Opposition zur syrischen Regierung unter Baschar al-Assad und unterstützt die Proteste in Syrien (seit 2011).
Die Allgemeine Kommission der Syrischen Revolution wurde am 18. August 2011 gegründet, um die verschiedenen Oppositionsgruppen innerhalb und außerhalb Syriens zu einen. Welche Beziehungen zum wenige Tage später gegründeten Syrischen Nationalrat bestehen, ist unklar.
Laut der ersten Deklaration der Allgemeinen Kommission der Syrischen Revolution ist es das langfristige Ziel der Kommission, einen demokratischen und zivilen Staat zu errichten, der seinen Bürgern Freiheit, Gleichheit, Würde und den Respekt aller Menschenrechte garantiert.